# 혜철
혜철(惠哲: 785년 ~ 861년)은 신라의 승려이다.
16세에 승려가 되어 부석사에서 《화엄경》을 듣고 806년에 구족계(승려가 지켜야 할 계율)를 받았다.
814년에 당나라에 건너가 서당 지장에게서 심인(부처의 마음을 깨닫는 것)을 받았다. 그 후 서주에 있는 부사사에서 3년간 대장경을 공부하였다.
839년에 신라로 귀국하여 곡성 동리산의 대안사에서 불도를 폈다. 이 결과, 신라 선문 구산의 하나인 동리산파의 개조가 되었다.

## 참고 문헌
- 이 문서에는 다음커뮤니케이션(현 카카오)에서 GFDL 또는 CC-SA 라이선스로 배포한 글로벌 세계대백과사전의 내용을 기초로 작성된 글이 포함되어 있습니다.